# 小川桜花
小川 桜花（おがわ ようか、2004年4月2日 - ）は、日本のアーティスト、女優、歌手、ダンサー。Girls2のメンバー。宮崎県出身。

## 来歴
2013年、第2回写シンデレラオーディション グランプリ。
2014年、第3回写シンデレラオーディション プチコレ賞。
2017年からEXPG内のパフォーマンスグループ・KIZZYのメンバーとして活動。
2018年5月から2019年3月まで『魔法×戦士 マジマジョピュアーズ!』に4人目の戦士・星奈シオリ役で出演。同時に派生ユニット・magical2のメンバーとしても活動した。
2019年3月から、Girls2のメンバーとして活動を開始。シンボルカラーは紫（2020年1月に公開されたアーティスト写真での衣装の色は黄緑）。
2019年4月より『おはスタ』のおはガールとして起用され、他の曜日のおはガールとともに「おはガール from Girls2」としても活動した。2019年度は金曜日、2020年度は原田都愛と共に月曜日を担当。
2020年4月より『ガル学。』から派生したユニット・south2のメンバーとなる。
アルバルク東京公式応援ガールズ衣装及び2019年度おはガール衣装のユニフォームの背番号は12。
2021年3月26日をもって、小田柚葉、隅谷百花、鶴屋美咲、増田來亜とともに2年間務めたおはガールを卒業した。
2021年7月より開始したドラマガル学。〜ガールズガーデン〜にヨウカ役として出演している。

## 人物
以下はGirls²公式サイトからの引用。
- EXPG STUDIO MIYAZAKI 出身
- 6人姉弟の第一子長女
- 趣味：写真を撮ること、スポーツ観戦、⾳楽鑑賞
- 特技：メイク、携帯の早打ち、弾き語り、 (運動すること)
- 好きな食べ物：納⾖、キムチ、牛タン、お好み焼き、イチゴ、りんご、アスパラガス、グァバジュース
- 好きな漫画/アニメ：「黒子のバスケ」、「ハイキュー!!」、「ロマンティック・キラー」、「ホリミヤ」、「ONE PIECE」、「僕のヒーローアカデミア」、「進撃の巨⼈」
- 好きなスポーツ：バスケ、野球、バレー、サッカー、スノーボード
- 好きなゲーム：パズル系、リズムゲーム、⼤⼈数で出来るゲーム
- 好きな映画：「きみの瞳が問いかけている」、「花束みたいな恋をした」、「⽷」、「バード・ボックス」、「ディセンダント」、「魔法にかけられて」、「ブレイブ 群⻘戦記」
- 好きな本：「100回⽬の空の下、君とあの海で」
- 好きな曲：ビートがしっかりしている曲
- 好きなYouTuber/インフルエンサー：SAKI SAITO（⿑藤早紀）、なこなこチャンネル、Momoka Nanbu
- 好きな絵文字：🫧🌷👍🏻💭
- 好きな動物：犬、猫、あざらし、レッサーパンダ、
- 好きなファッション：⼤⼈っぽ系、カジュアル系、クール系
- 憧れの人：ケンダル・ジェンナー、ベラ・ハディッド、BLACKPINK（リサ）
- 座右の銘：桜花爛漫
- 私の癒しキャラクター：イーヨー
- アーティストでなかったらやってみたい職業：ファッションデザイナー
- 同グループの原田都愛とは同じ誕生日であり、1歳差である。

## 出演

### テレビ
- FNS27時間テレビ（2015年7月25日・26日、フジテレビ） - ちびっこホンキーダンス選手権・宮崎代表
- ガールズ×戦士シリーズ（テレビ東京）
  - 魔法×戦士 マジマジョピュアーズ!（2018年5月 - 2019年3月） - 星奈シオリ 役
  - ひみつ×戦士 ファントミラージュ!
    - 第7話（2019年5月19日） - 星奈シオリ 役
    - 第43話（2020年2月2日） - 大きな鳥（声） 役

  - ポリス×戦士 ラブパトリーナ! 第43話（2021年5月23日） - 星奈シオリ 役
  - ビッ友×戦士 キラメキパワーズ! 第29話（2022年1月30日） - 星奈シオリ 役
- おはスタ（テレビ東京）
  - （2018年9月26日・11月29日・12月12日・2019年2月13日） - ゲスト
  - （2019年4月8日 - 2020年4月3日） - 金曜おはガール
  - （2020年4月6日 - 2021年3月26日） - 月曜おはガール
- この恋イタすぎました（2022年9月8日） - 山崎 役
- 超無敵クラス（2022年4月17日 - 、日本テレビ）
- オオカミ少年・ハマダ歌謡祭（2023年7月21日・2023年8月18日[7]・2024年1月19日・2024年2月23日[8]・2024年3月8日・2024年4月19日、TBS）
- SASUKE 2023（2023年12月27日、TBS）
- THE鬼タイジ（2024年2月3日、TBS）
- オールスター感謝祭（2024年10月5日、TBS）
- 種から植えるTV（2024年11月3日、テレビ東京）
- ダウンタウンDX（2024年11月28日、読売テレビ）
- オールスター合唱バトル（2024年12月29日、フジテレビ）

### 映画
- 私がモテてどうすんだ（2020年7月10日）
- 劇場版 ひみつ×戦士 ファントミラージュ! 〜映画になってちょーだいします〜（2020年7月23日） - 星奈シオリ 役
- 劇場版 ポリス×戦士 ラブパトリーナ! ～怪盗からの挑戦！ ラブでパパッとタイホせよ！～（2021年5月21日） - 星奈シオリ 役

### テレビアニメ
- ガル学。〜聖ガールズスクエア学院〜（2020年4月 - 2021年3月、テレビ東京） - ヨウカ 役[9]

### ラジオ
- RADIO MASHUP（2019年2月3日・10日・10月6日・2020年2月16日、Fm yokohama）
- GENERATIONSのGENETALK（2019年2月4日、JFN系列）
- JAPAN MOVE UP supported by TOKYO HEADLINE（2019年2月23日、東京FM）
- Ario Happy Saturday（2019年9月28日、FM岡山）
- 『おはようのスマイル』Special（2019年11月19日、FM愛知）
- Swag（2020年3月6日、FM-NIIGATA）
- Girls²のがるがるトーク!（2021年7月3日-、文化放送）
- Girls²ミサキとクレアのアニファン!（2023年7月13日・20日文化放送）

### ライブ
- SEAGAIA MUSIC RESORT 2014 - サポートダンサー
- EXILE TRIBE PERFECT YEAR LIVE TOUR TOWER OF WISH 2014 〜THE REVOLUTION〜 - サポートダンサー
- EXILE LIVE TOUR 2015 "AMAZING WORLD" - サポートダンサー

### MV
- GENERATIONS from EXILE TRIBE「Y.M.C.A.」（2017年）

### ランウェイ
- Rakuten GirlsAward 2023 AUTUMN/WINTER（2023年9月30日、幕張メッセ）[10]
  - TGC MATSUYAMA 2024 by TOKYO GIRLS COLLECTION（2024年7月13日、愛媛県武道館）[11]